# Spirit of Australia

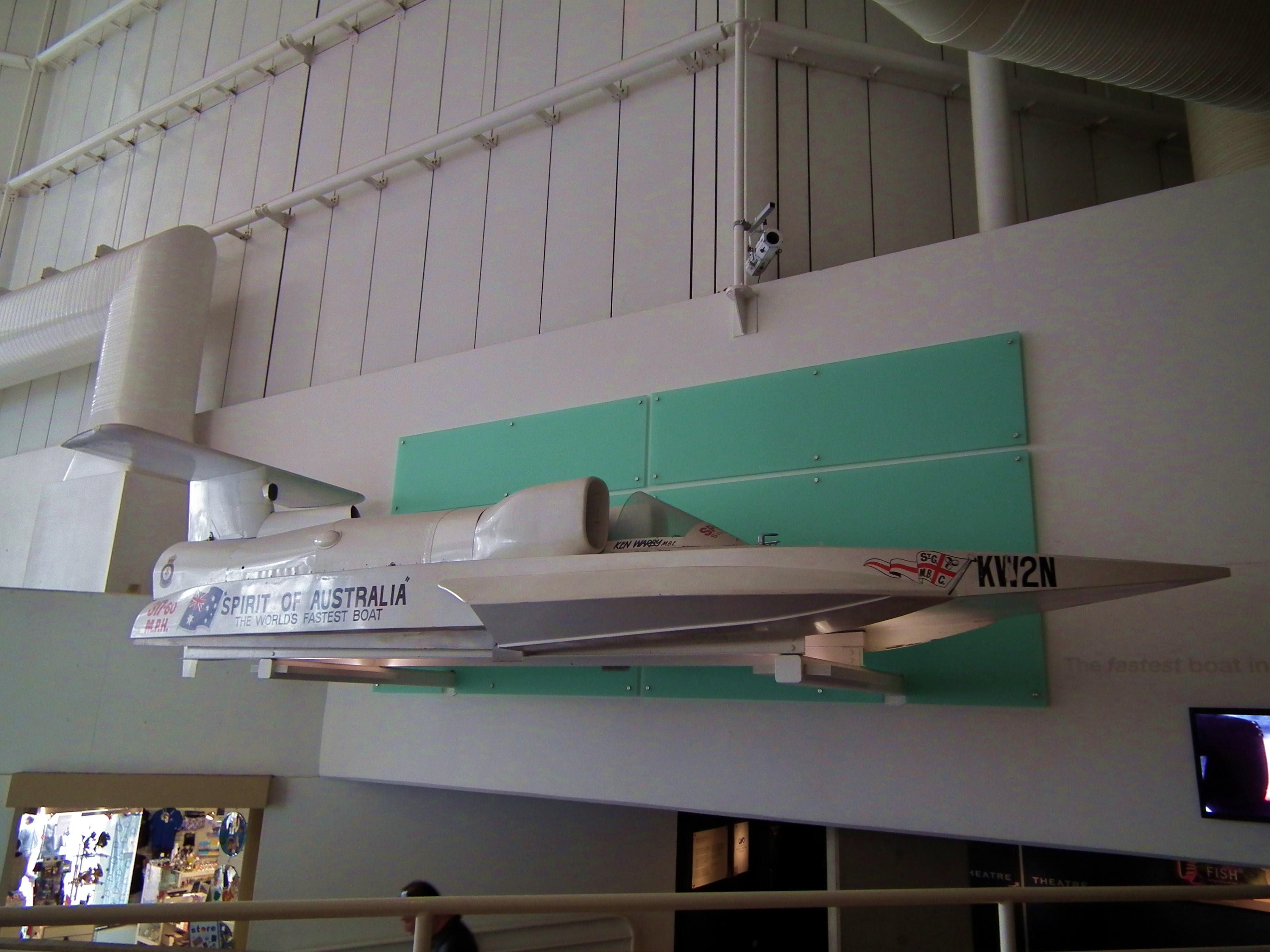
El Spirit of Australia

El Spirit of Australia es una lancha motora de madera construida en un patio trasero de Sídney por Ken Warby, que batió y estableció un nuevo récord mundial de velocidad náutica el 8 de octubre de 1978.

## El récord y el barco
El 8 de octubre de 1978, Ken Warby condujo el Spirit of Australia en el río Tumut, cerca del embalse de Blowering (Australia), a una velocidad de 317.596 mph (511.11 km/h). La embarcación fue impulsada por un reactor Westinghouse J34. El motor fue desarrollado por la Westinghouse Electric Company a fines de la década de 1940 y se usó en cazas y otras aeronaves. El Spirit of Australia se exhibe permanentemente en el Museo Marítimo Nacional de Australia en Puerto Darling, Sídney, Nueva Gales del Sur.

Construido en un patio trasero de Sídney en la década de 1970, el barco más rápido del mundo, el Spirit of Australia, es ahora un elemento permanente del Museo Marítimo Nacional de Australia.

Ken Warby diseñó, construyó y llevó al Spirit of Australia a un fenomenal registro de 511 km/h en la década de 1970... y su récord mundial sigue en pie hoy en día.
El Spirit of Australia se lanzó en 1974, listo para comenzar sus primeras pruebas. Warby se subió a la cabina y materializó su primer gran éxito: estableció un récord australiano de 267 km/h, pero muy lejos todavía del récord mundial de 458.98 km/h.
Continuó probando su bote, aumentando gradualmente su récord australiano. El 20 de noviembre de 1977, logró por primera vez romper el récord mundial, con una velocidad de 464,44 km/h, atisbando romper la barrera de los 500 km/h que estaba buscando.
No fue hasta un año más tarde, el 8 de octubre de 1978, cuando Ken batió su propio récord mundial con una impresionante marca de 511,11 km/h en Blowering Dam, cerca de Tumut, Nueva Gales del Sur.

Desde 1978 ha habido varios intentos de romper el récord mundial de velocidad náutico de Warby. Ninguno ha tenido éxito, y algunos de ellos han resultado en accidentes fatales.
Australian National Maritime Museum

## Sucesores
A principios de la década de 1990, Warby construyó un segundo bote a reacción, el Aussie Spirit con un nuevo motor Westinghouse J34, pero nunca hizo un intento de récord con él. Warby y su hijo Dave están trabajando actualmente en un nuevo barco, el Spirit of Australia II, impulsado por un motor a reacción Bristol Siddeley Orpheus procedente de un avión de combate italiano Fiat Gina (Fiat G.91). El nuevo Spirit of Australia II se ha completado y está en pruebas exhaustivas, con un intento de récord previsto para 2019.